# Lauren Joseph
Lauren Joseph (* 2. September 1990) ist eine südafrikanische Schauspielerin.

## Leben
Joseph wurde am 2. September 1990 geboren. Sie befindet sich in einer Beziehung mit dem südafrikanischen Schauspieler und Bodybuilder Maurice Paige. Die beiden lernten sich während der Dreharbeiten zur Fernsehserie Suidooster kennen.
Ihr Schauspieldebüt gab sie als Kinderdarstellerin im Jahr 2005, als sie in fünf Episoden der Fernsehserie Binnelanders die Rolle der Zoe October darstellte. 2016 wirkte sie im Tierhorror-Fernsehfilm Planet of the Sharks in der Rolle der Beatrice mit. 2021 spielte sie im Fernsehfilm The Day We Didn’t Meet mit. Seit 2021 verkörpert sie in der Fernsehserie Suidooster die Rolle der Zoe October in bereits über 1200 Episoden.

## Filmografie (Auswahl)
- 2005: Binnelanders (Fernsehserie, 5 Episoden)
- 2016: Planet of the Sharks (Fernsehfilm)
- 2021: The Day We Didn’t Meet (Fernsehfilm)
- seit 2021: Suidooster (Fernsehserie)